# 四逆湯
四逆湯屬於中醫方劑的溫裏劑，出自《傷寒論》，由三味中藥組成，其功用為回陽救逆，是用以治療少陰病的主要方劑之一，症狀可見四肢厥冷，惡寒不渴，身痛腹痛，下利清穀，或反不惡寒，面赤煩躁，裏寒外熱，或乾嘔，或咽痛，脈沈微細欲絕。本方歸於足少陰腎經藥。
本方的組成包括生附子、乾薑、炙甘草。若咽痛加桔梗，腹痛加芍藥，利止脈不出加人參，面赤加蔥，嘔吐加生薑。
依照中醫學傳統的方義解釋，本方中以乾薑、附子大熱之劑，伸發陽氣，表散寒邪。甘草補中散寒、解附子之毒、又可緩薑、附辛烈之性。。

## 外部連結
- 四逆湯 中藥方劑圖像數據庫 (香港浸會大學中醫藥學院) （中文）（英文）